# Witold Maliszewski
Witold Maliszewski (født 20. juli 1873 i Mohyliv-Podilskyj, Ukraine - død 18. juli 1939 i Zalesie, Polen) var en polsk komponist, professor, direktør, rektor og lærer.
Maliszewski studerede komposition på Musikkonservatoriet i Sankt Petersborg hos Nikolaj Rimskij-Korsakov. Han blev senere grundlægger og rektor for Musikkonservatoriet i Odessa (1913). Han har skrevet 5 symfonier, orkesterværker, kammermusik, koncertmusik, sceneværker, korværker, rekviem, sange etc. Maliszewski var tillige direktør for musikafdelingen i det polske undervisningsministerium (1931-1934), og senere professor og lærer i komposition til sin død på Musikkonservatoriet i Warszawa (1931-1939).

## Udvalgte værker
- Symfoni nr. 1 (i G-mol) (1902) - for orkester
- Symfoni nr. 2 (i A-dur) (1912) - for orkester
- Symfoni nr. 3 (i C-mol) (1907) - for orkester
- Symfoni nr. 4 (i D-dur) Til det nyfødte og genoprettede hjemland (1925) - for orkester
- Symfoni nr. 5 (?) - for orkester
- Glædesfuld overture (i D-dur) (1910) - for orkester
- Fantazja kujawska (Kuyavisk Fantasi) (1928) - for klaver og orkester
- Klaverkoncert (i H-mol) (1938) - for klaver og orkester
- Rekviem (1930) - for kor og orkester